# نیکولا زرینسکی چهارم
گراف نیکولا شوبیچ زرینسکی چهارم یا میکلوش زرینی چهارم (مجاری: Zrínyi Miklós; کرواتی: Nikola Šubić Zrinski؛ زاده حدود ۱۵۰۸ – درگذشته ۷ سپتامبر ۱۵۶۶) اشراف‌زاده و ژنرال کروات-مجاری، قهرمان سیگت‌وار و بان کرواسی بود.

## خاستگاه نام
نام اجدادی زرینسکی وابسته به زرین در منطقه اسلاونیا در پادشاهی مجارستان (قسمتی از کرواسی امروز) بوده است. زرینسکی‌ها اصالتاً از خاندان اشرافی شوبیچ بودند و گفته شده که احتمالاً نیکولا زرینسکی نیز در قلعه زرین به دنیا آمده است. افراد این خاندان برای معرفی خود از نام زرینی و زرینسکی به ترتیب در جوامع مجاری و کروات استفاده می‌کردند.

## محاصره سیگت‌وار
در ۱۵۶۶ سلیمان با ارتشی متشکل از پنجاه هزار نفر به سوی وین درحال پیشروی بود؛ زرینسکی و همراهانش تقریباً یک ماه قهرمانانه از قلعه سیگت‌وار در برابر سپاه عثمانی دفاع کردند. اهمیت این نبرد به حدی است که آن را «نبردی که تمدن (غربی) را نجات داد» توصیف می‌کنند. این نبرد که در کرواسی و مجارستان بسیار مهم تلقی می‌شود، الهام‌بخش شعر حماسی محاصره سیگت‌وار اثر میکلوش زرینی، نتیجه زرینی است. با وجود آنکه پیروز آن نبرد عثمانی بود، ولی جلوی پیشروی آنها به وین گرفته شد و تا نبرد ۱۶۸۳، مورد تهدید قرار نگرفت.

## یادداشت
1. ↑  لاتین: Obsidio Szigetianae